# 馬部隆弘
馬部隆弘（日语：／ Babe Takahiro，1976年—）是一名日本歷史學家，目前任職於中京大學擔任教授，專攻戰國時代的畿內政治史。

## 生平
馬部於1976年出生於兵庫縣，1999年畢業於熊本大學文學部史學科，2007年完成大阪大學大學院文學研究科博士後期課程。歷任枚方市法制室歷史資料整理員、枚方市教育委員會枚方圖書館歷史資料整理員、枚方市教育委員會中央圖書館市史資料調查專員，以及長岡京市教育委員會生涯學習課技師及主査。2007年以論文《戰國時期城郭政策論》取得大阪大學文學博士學位。2015年擔任大阪大谷大學文學部專任講師，2018年升任大阪大谷大學文學部副教授，2023年起擔任中京大學文學部教授。
馬部以研究京都府木津川市山城町椿井出身的椿井政隆所偽造的古文書（椿井文書）而知名。他談及自己的研究時表示：「聽過我的解釋後，認同這些是偽造文書的人佔大多數，但在某些依據椿井文書建立歷史的地區，尤其是那些長期傳播這段歷史的人，反對聲浪非常激烈。通常情況下，即便理論性地解釋，他們也不願接受。我發表椿井文書相關的第一篇論文時還是研究生，當時有名的教授也反駁說，這位權威的意見才是正確的。即便這篇論文發表在經過嚴格審查的學術期刊上，還是有人說這只是我的主觀臆測。」

## 著作
- （吉川弘文館） 2018年
- （勉誠出版） 2019年
- （中公新書） 2020年 - 円城塔・長薗安浩の書評あり[5][6]

### 史料編纂
- （枚方市立中央圖書館市史資料室） 2009年3月
- （枚方市教育委員会） 2010年2月
- （枚方市立中央図書館市史資料室） 2010年9月

### 共著
- （松籟社） 2013年5月
- （戎光祥出版） 2014年8月
- （吉川弘文館） 2015年3月
- （戎光祥出版） 2015年4月
- （吉川弘文館） 2015年6月
- （茨木市） 2016年7月
- （戎光祥出版） 2017年8月

## 外部連結
- 馬部 隆弘 | 文学部 歴史文化学科 | 教員一覧 | 学部・専攻科・大学院 | 大阪大谷大学 （页面存档备份，存于）
- 教員・ゼミ紹介 | 中京大学文学部 (chukyo-u.ac.jp) （页面存档备份，存于）
- ほぼ日刊イトイ新聞 歴史学者の数多の中。 （页面存档备份，存于）（2021年）